# Vanessa Gilles
Vanessa Brigitte Gilles, född 11 mars 1996 i Châteauguay i Québec, är en kanadensisk fotbollsspelare.
Hon blev olympisk guldmedaljör i fotboll vid sommarspelen 2020 i Tokyo.